# György Kolonics
György Kolonics (Budapest, 4 giugno 1972 – Budapest, 15 luglio 2008) è stato un canoista ungherese.

## Biografia
Durante la sua carriera vinse 4 medaglie olimpiche, due d'oro e due di bronzo e numerosi titoli mondiali. Conquistò le sue prime medaglie ad Atlanta 1996 nel C2 500 m e C2 1000 m, in coppia con Csaba Horváth.
Kolonics morì all'età di 36 anni a causa di un improvviso attacco cardiaco, sopraggiuntogli mentre si stava allenando in vista di Pechino 2008 a cui avrebbe preso parte con il compagno György Kozmann nelle discipline C2 500 m e C2 1000 m.

## Palmarès
- Olimpiadi

Atlanta 1996: oro nel C2 500 m e bronzo nel C2 1000 m.
Sydney 2000: oro nel C1 500 m.
Atene 2004: bronzo nel C2 1000 m.
- Mondiali

1993 Copenaghen: oro nel C2 500 m e nel C4 1000 m, argento nel C1 500 m.
1994 - Città del Messico: oro nel C4 1000 m e argento nel C2 200 m, C2 500 m e C4 200 m.
1995 - Duisburg: oro nel C2 200 m, C2 500 m, C2 1000 m, C4 200 m e C4 500 m.
1997 - Dartmouth: oro nel C2 500 m e C4 500 m e argento nel C2 1000 m e C4 200 m.
1998 - Seghedino: oro nel C2 500 m e C4 500 m.
2001 - Poznań: argento nel C1 500 m e bronzo nel C1 1000 m.
2002 - Siviglia: argento nel C1 500 m.
2003 - Gainesville: oro nel C4 200 m e bronzo nel C2 1000 m.
2005 - Zagabria: argento nel C2 500 m e bronzo nel C2 1000 m.
2006 - Seghedino: oro nel C2 1000 m e bronzo nel C2 500 m.
2007 - Duisburg: oro nel C2 500 m.
- Campionati europei di canoa/kayak sprint

Plovdiv 1997: oro nel C2 1000m, argento nel C2 500m e bronzo nel C1 500m.
Poznań 2000: argento nel C4 200m.
Milano 2001: oro nel C1 500m e argento nel C1 1000m.
Seghedino 2002: argento nel C4 200m.
Poznań 2004: oro nel C2 500m.
Poznań 2005: argento nel C2 1000m.
Pontevedra 2007: argento nel C2 1000m e bronzo nel C2 500m.
Milano 2008: argento nel C2 500m.